# Proprietà di chiusura
In matematica, si dice che un'operazione {\displaystyle \#} definita su un insieme non vuoto {\displaystyle X} verifica la proprietà di chiusura (detta anche  proprietà di stabilità)  se:
{\displaystyle \forall \ x,y\in X\ ,\ x\#y\in X}
ovvero se essa è interna su {\displaystyle X}. Alternativamente si dice che l'insieme {\displaystyle X} è chiuso rispetto all'operazione {\displaystyle \#}.
Se l'insieme {\displaystyle X} non vuoto è chiuso rispetto a {\displaystyle \#} si dice che la coppia {\displaystyle (X,\#)} ha struttura di gruppoide o magma.

## Esempi
L'insieme dei numeri naturali è chiuso rispetto all'addizione ma non lo è rispetto alla sottrazione: assegnata la coppia ordinata di naturali {\displaystyle (3,5)}, si ha che {\displaystyle 3+5} è ancora naturale mentre {\displaystyle 3-5} non è elemento di {\displaystyle \mathbb {N} }.
L'insieme dei numeri interi è chiuso rispetto all'addizione e rispetto alla sottrazione: assegnata arbitrariamente la coppia ordinata di interi {\displaystyle (a,b)}, si ha che {\displaystyle a+b} è ancora un intero, e così pure {\displaystyle a-b} ({\displaystyle a\pm b\in \mathbb {Z} }).